# Stursberg (Remscheid)
Stursberg ist ein statistischer Stadtteil des Stadtbezirks Lüttringhausen in der Großstadt Remscheid. Zu den Wohnplätzen in dem Stadtteil zählen die namensgebenden Hofschaften Stursberg I, Stursberg II und Stursberger Höhe, sowie Bornscheid, Kranen, Kranenholler Hammer, Leyermühle und Sirachskotten.

## Lage und Beschreibung

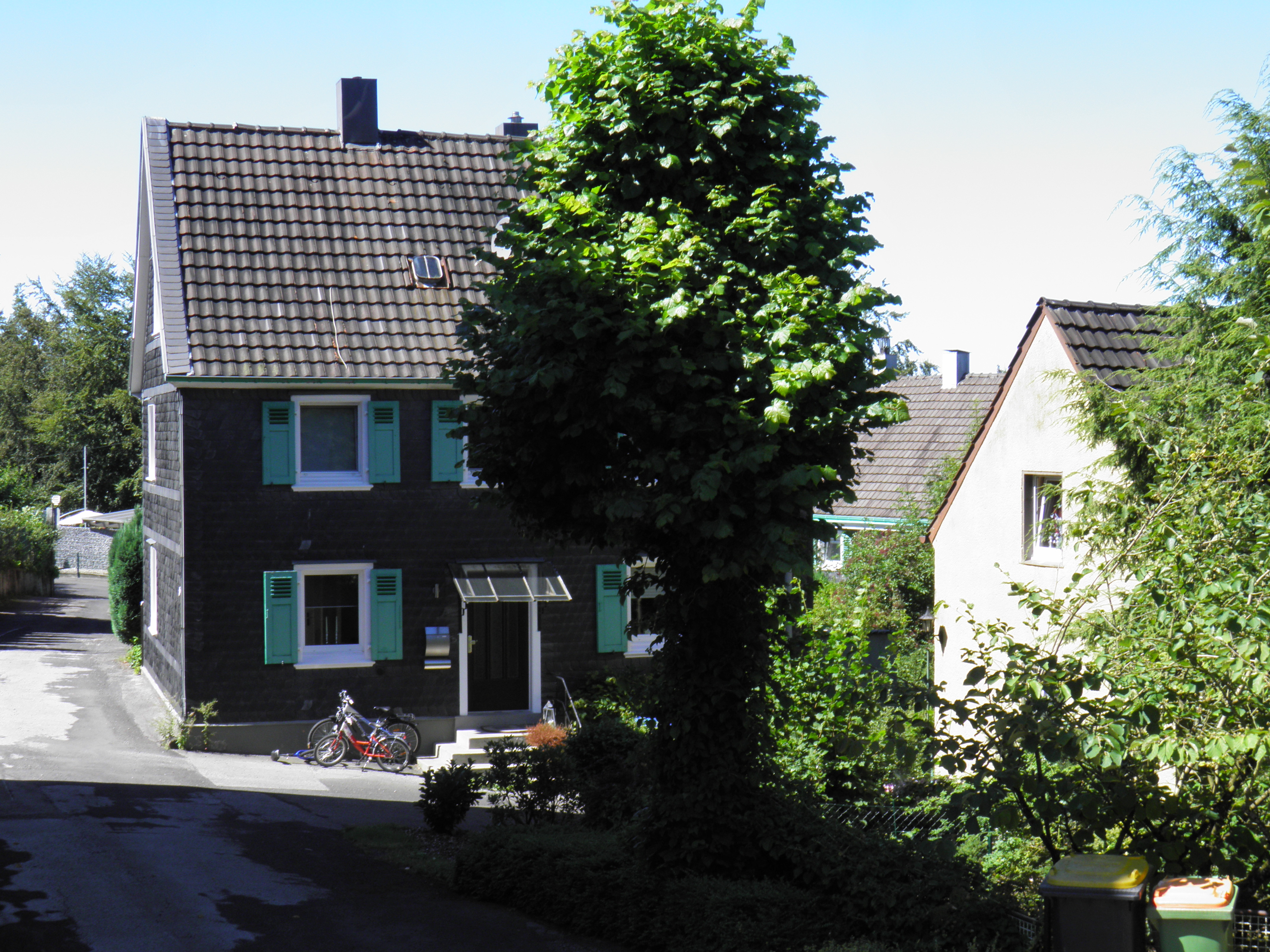
Hofschaft Stursberg II mit alten Gebäuden

Der Stadtteil erstreckt sich auf einem Teil des Höhenzugs zwischen den Bachtälern der Morsbachs und des Leyerbachs. Die Landesstraße 81 durchquert als Höhenweg den Stadtteil.
Die Hofschaft Stursberg II liegt am Abgang zum Leyerbachtal. Das heutige Stursberg I findet man ein paar hundert Meter entfernt von der anderen Hofschaft am Hang der Stursberger Höhe in Richtung Diepmannsbachtal. Hier gab es früher einen Bauernhof.

## Infrastruktur
Etwa ein Dutzend von Wohnhäusern gibt es heute an dieser verzweigten und vom Straßenverkehr wenig berührten Straße mit starkem Höhenunterschied. Drei verschieferte Fachwerkhäuser darunter erinnern noch an frühere Zeiten. Eine Spezialfabrik für Waagen, eine Spedition und der Weltmarktführer im Schirmgeschäft sind hier ansässig.
Einen großen Teil des Stadtteils wird von dem Gelände der psychiatrischen Klinik Evangelische Stiftung Tannenhof eingenommen.

## Geschichte
Zwei Hofschaften namens „Stursberg“ gab es seit jeher in Lüttringhausen. Der Name ist erstmals 1350 urkundlich erwähnt. 1547 tauchte die Bezeichnung „Sturßberch“ auf. Wahrscheinlich hat es früher nur einen einzigen großen Hof gegeben, der durch Erbfolge geteilt worden ist. In Stursberg II gab es zeitweise sogar eine Schule. „Auf Hinterste Stursberg“ – plattdeutsch „Am Hengerschten Stursberg“ – ist sie gewesen, womit ebendieses heutige Stursberg II gemeint war. Hier wirkte in der Mitte des 19. Jahrhunderts Johann Anton Distler. Der im Lüttringhauser Dorf geborene Bürger genoss als Lehrer einen besonders guten Ruf.
Selbst in den kleinsten Hofschaften sorgte man sich also schon früh um die Bildung des Nachwuchses.
Zwischen Stursberg I und II befindet sich auf der Stursberger Höhe, wo lange Zeit das Ausflugslokal „Kranerhof“ mit wunderbarem Rundblick bestand, eine historische Sprachgrenze. Landwirte, die auf Stursberg I und am Kranenholl zu Hause waren, sprachen noch im 20. Jahrhundert deutlich zweierlei Niederfränkisch. Die im 14. bis 16. Jahrhundert entstandene Uerdinger oder „ek/ech-Linie“ führt als Teil der Benrather Sprachgrenze hier vorbei. Bis 1891 gehörten die Hofschaften – wahrscheinlich als Außenbürgerschaft – zu Lennep, wurden dann jedoch an Lüttringhausen abgetreten. „Sturs“ wird vom germanischen Begriff „Stuiri“ abgeleitet, was so viel wie „stark“ und „durch Kraft ausgezeichnet“ bedeutet. Die Formulierung weist sprachlich auf „einen rundlich vorspringenden Bergrücken“ hin, mit dem dann augenscheinlich die Kranerhöhe oder Stursberger Höhe gemeint ist.